# Andrea Servi
Andrea Servi (* 12. Juni 1984 in Rom; † 22. August 2013 in Mailand) war ein italienischer Fußballspieler.
Der Abwehrspieler begann seine Fußballkarriere in der Jugendmannschaft des AS Rom. Danach wechselte er zu diversen Profivereinen wie US Salernitana, FC Vittoria, Giulianova Calcio, Sambenedettese, Giacomense, Pro Vasto, ASG Nocerina, Ebolitana und Lupa Roma. Im Alter von nur 29 Jahren starb Andrea Servi im August 2013 in Mailand an Lungenkrebs.